# براديكينين
براديكينين أو برادي كينين (بالإنجليزية: Bradykinin)‏ هو الببتيد الذي يتكون من تسعة احماض امينية والذي يسبب توسع الأوعية الدموية (تمددها)، ويؤدي بالتالي إلى انخفاض ضغط الدم. هناك فئة من العقاقير تسمى مثبط الإنزيم المحول للأنجيوتنسين، التي تستخدم لخفض ضغط الدم وزيادة البراديكينين (عن طريق تثبيط تحلله) ما يؤدي لمزيد من خفض ضغط الدم. يعمل البراديكينين على الأوعية الدموية من خلال الإفراج عن البروستاسيكلين، أحادي أكسيد النيتروجين وعامل فرط الاستقطاب المستمد من البطانة.
البراديكينين هو من الناحية الفسيولوجية والدوائية ببتيد نشيط من مجموعة الكاينين البروتينية التي تتألف من تسعة أحماض أمينية.